# Christoph Richter (Musikpädagoge)
Christoph Wilhelm Richter (* 9. April 1932 in Šumperk; † 26. Oktober 2020 in Berlin) war ein deutscher Musikwissenschaftler und Musikpädagoge.

## Leben

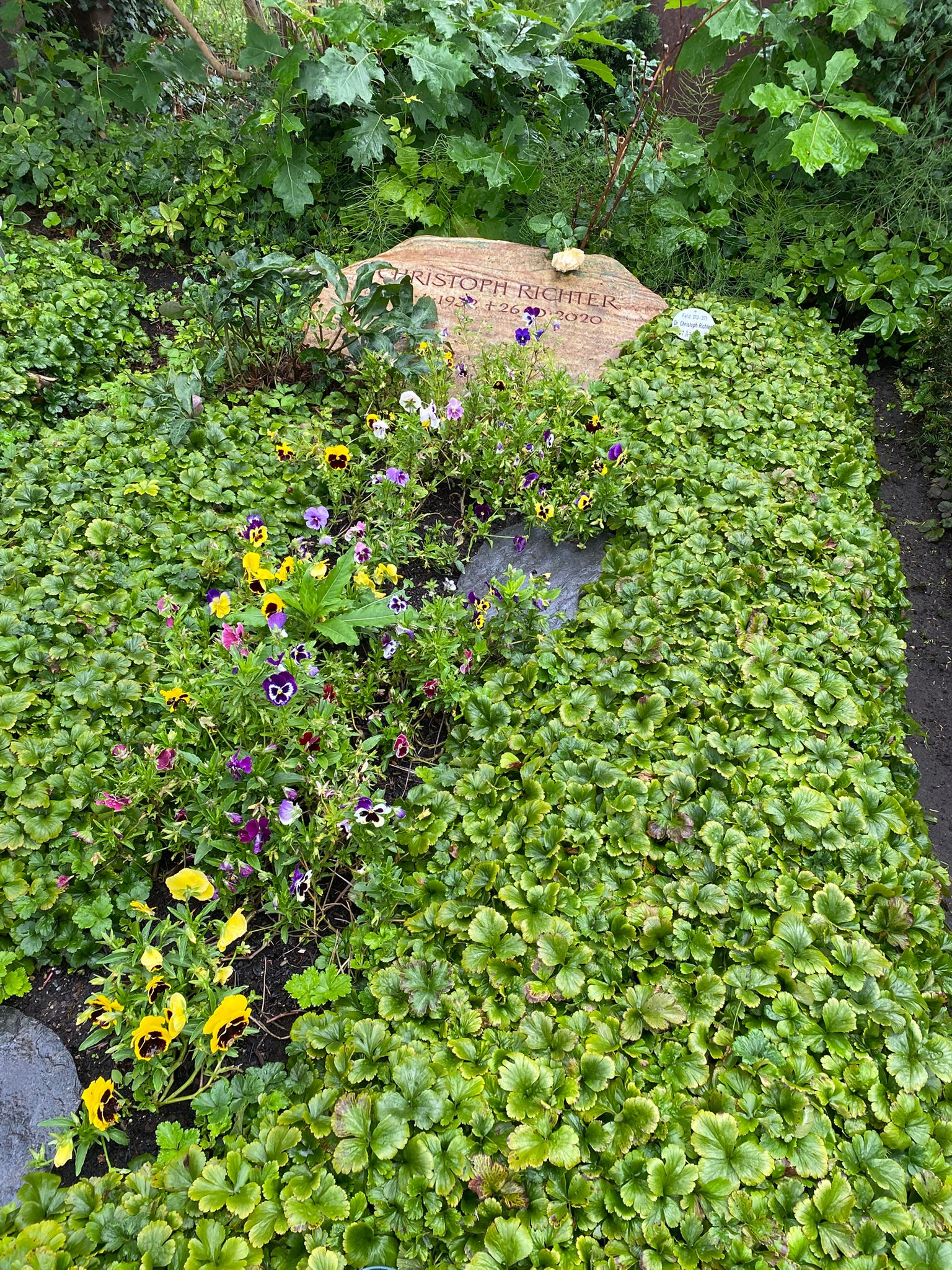
Grabstätte auf dem Friedhof Zehlendorf

Christoph Richter wuchs in Lübeck auf, wo sein Vater drei Jahre nach seiner Geburt eine Pfarrstelle an der Aegidienkirche antrat. Dieser engagierte sich im Dritten Reich in der Bekennenden Kirche. Mit fünf Jahren begann Richter Geige zu lernen, bald darauf auch Klavier. Nach dem Studium der Musik, der Musikwissenschaft, Literaturwissenschaft, Philosophie und Pädagogik in Freiburg, Hamburg und Kiel war er zunächst als Orchestermusiker tätig, unterrichtete dann am Gymnasium in Schleswig Musik und Deutsch und war seit 1970 Hochschullehrer an den Musikhochschulen in Lübeck, Berlin und Wien. Sein Hauptinteresse galt der hermeneutischen Interpretation: Er promovierte 1975 über den philosophischen Spielbegriff, angewandt auf Musik, und arbeitete über die Möglichkeiten und Bedingungen der Musikvermittlung für erwachsene Laien. Viele Jahre betreute er als Schriftleiter die Zeitschrift Musik und Bildung und als Herausgeber der Zeitschrift Diskussion Musikpädagogik.
Christoph Richter wurde auf dem Friedhof Zehlendorf (Grablage 013-371) beigesetzt.

## Schriften
- Christoph Richter: Musik als Spiel. Orientierung des Musikunterrichts an einem fachübergreifenden Begriff. Ein didaktisches Modell. Wolfenbüttel 1975 (Schriften zur Musikpädagogik 1, hg. v. Helmuth Hopf und Hermann Rauhe)
- Christoph Richter: Theorie und Praxis der didaktischen Interpretation von Musik. Frankfurt 1976 (Schriftenreihe zur Musikpädagogik, hg. v. Richard Jakoby).
- Christoph Richter: Das Prinzip von Vers und Prosa in der Musik. Eine Anleitung zum Hören, Analysieren, Deuten und Verstehen von Musikwerken.Frankfurt 1984 (Schriftenreihe zur Musikpädagogik, hg. v. Richard Jakoby).
- Christoph Richter: Arbeit – Freizeit – Schule. Musikerziehung in einer veränderten Arbeitswelt und Freizeitkultur. Drei Vorträge von Christoph Richter. Kassel 1986 (Musikalische Zeitfragen 20, hg. v. Hans-Klaus Jungheinrich).
- Christoph Richter: Klassische Musik – Musik der Klassik. Zusammen mit Franz Niermann. 2 Bände. Stuttgart 1992 (Studienreihe Musik, hg. v. Franz Niermann und Sabine Schutte).
- Christoph Richter: Religiöse Erfahrungen mit Musik. Johann Sebastian Bach „Christ lag in Todesbanden“. Altenmedingen 2004.
- Christoph Richter: Der Musikunterricht gehört den Schülern. Eine Anleitung zum selbständigen Umgang mit Musik. Altenmedingen 2006.
- Christoph Richter: Kammermusik. Arbeitsheft für den Musikunterricht in der Sekundarstufe II an allgemein bildenden Schulen. Berlin 2006.
- Christoph Richter: Sinfonie. Arbeitsheft für den Musikunterricht in der Sekundarstufe II an allgemein bildenden Schulen. Berlin 2007.
- Christoph Richter: Wie ein Orchester funktioniert. Berlin 2007.
- Christoph Richter: Musical. Arbeitsheft für den Musikunterricht in der Sekundarstufe II an allgemein bildenden Schulen. Berlin 2008.
- Christoph Richter: Musik und Religion. Arbeitsheft für den Musikunterricht in der Sekundarstufe II an allgemein bildenden Schulen. Berlin 2011.
- Christoph Richter: Musik verstehen. Vom möglichen Nutzen der philosophischen Hermeneutik für den Umgang mit Musik. Augsburg 2012 (Forum Musikpädagogik 105).
- Christoph Richter: Genießen – Erleben – Erkennen – Verstehen. Grundfragen und Grundlagen der Musikvermittlung für erwachsene Laien. Diskussion Musikpädagogik S 5 Sonderheft 2014, Hildegard-Junker-Verlag
- Christoph Richter: Musik: Leben – Lernen – Lehren. Blicke aus 55 Jahren Entfernung: Kiel – Schleswig – Lübeck – Berlin – Wien. Diskussion Musikpädagogik S 6 Sonderheft 2015, Hildegard-Junker-Verlag
- Christoph Richter: Musik – ein Lebensmittel. Überlegungen zu einer Anthropologie der Musik. Augsburg 2019 (Forum Musikpädagogik Band 149).
- Christoph Richter: Alles wirkliche Leben ist Begegnung – Wege der Begegnung mit Musik. Ein Arbeits- und Lesebuch für Schüler:innen und Lehrer:innen, Augsburg 2021